# Big Kalzas Lake
Big Kalzas Lake är en sjö i Kanada.   Den ligger i territoriet Yukon, i den västra delen av landet, 4 100 km väster om huvudstaden Ottawa. Big Kalzas Lake ligger 911 meter över havet.